# 福岡県立若松商業高等学校
福岡県立若松商業高等学校（ふくおかけんりつ わかまつしょうぎょうこうとうがっこう）は、福岡県北九州市若松区片山三丁目にある公立商業高等学校。

## 沿革
- 1960年4月1日 - 福岡県立若松高等学校から分離独立し設立
- 1963年4月1日 - 経理（2クラス）、販売（1クラス）、管理（1クラス）、文書（1クラス）、経営（1クラス）の5類型制
- 1966年4月1日 - A類型（経理）3クラス、B類型（管理）1クラス、C類型（文書）2クラス、D類型（経営）1クラス4類型制21クラス
- 1973年4月1日 - 類型制廃止
- 1992年4月1日 - 情報会計科1クラス新設。制服のデザインを変更。

## 校訓
自主 創造 協力

## 学科
- 総合ビジネス科
- ビジネス情報科

## 通学区域
若松区、八幡西区、八幡東区、戸畑区、遠賀郡

## 最寄りバス停
- 北九州市営バス 若松商業高校前バス停